# Magnetorrecepção

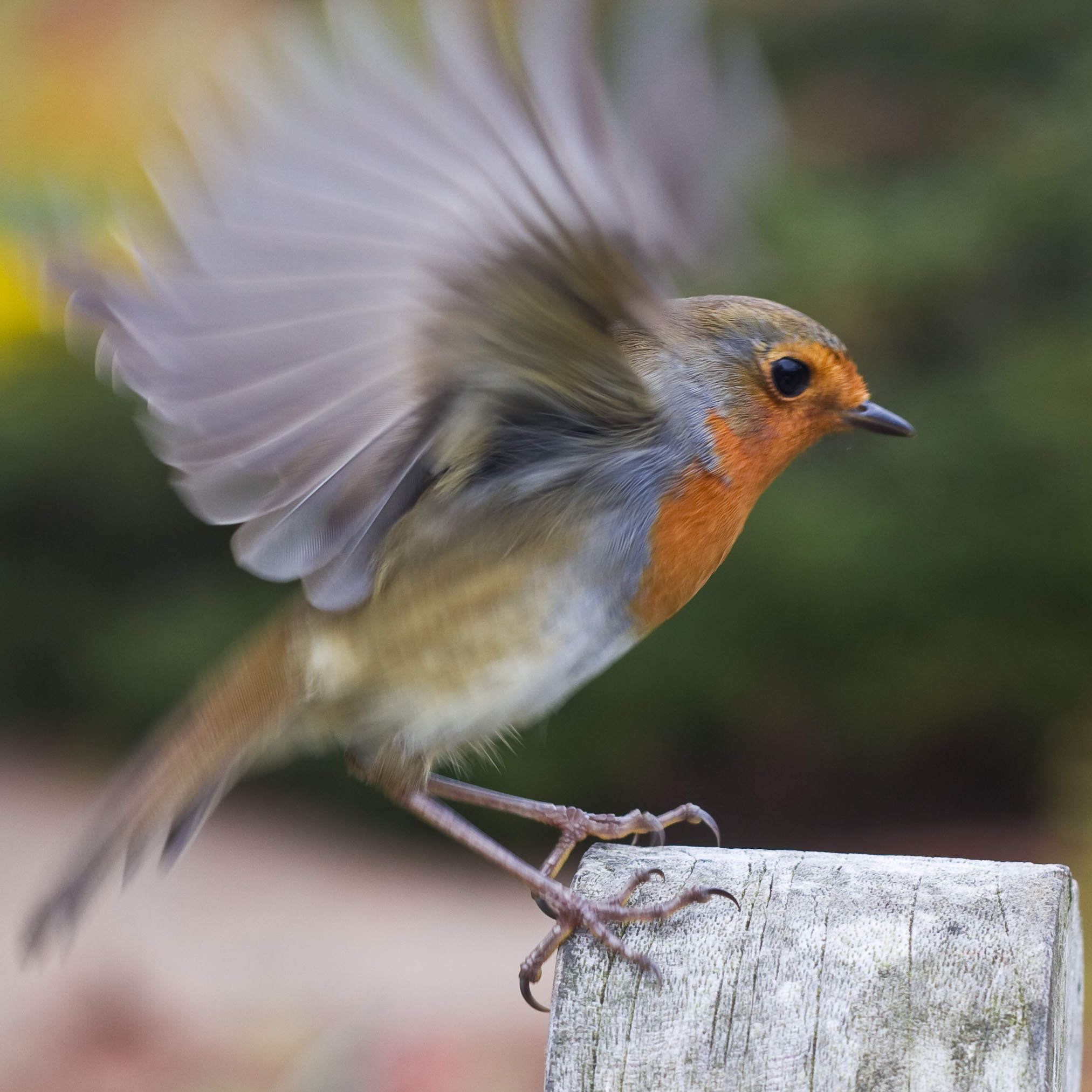
Piscos-de-peito-ruivo são aves migratórias e se orientam através do sentido magnético.

Magnetorrecepção (ou magnetocepção) é a capacidade de detectar um campo magnético para perceber direção, altitude ou localização. Desempenha um papel na capacidade de navegação e orientação de várias espécies animais e tem sido postulada como um método dos animais desenvolverem mapas regionais.
Magnetorrecepção é mais comumente observado em aves, onde sensores de campo magnético da Terra são importantes para a capacidade de navegação durante a migração. Também tem sido observado em muitos outros animais incluindo moscas, abelhas, bactérias magnetotáticas, fungos, lagostas, tubarões, arraias e tartarugas. Acredita-se que os seres humanos não tenham um sentido magnético, mas existe uma proteína (um criptocromo) no olho que pode ter essa função.
A orientação dos animais através do campo magnético da Terra é um fenômeno notável que tem intrigado cientistas por décadas. Embora ainda haja muito a ser descoberto sobre os mecanismos exatos envolvidos, a evidência acumulada sugere que muitas espécies animais são capazes de detectar e utilizar o campo magnético como uma bússola interna para se orientar em suas migrações. Além disso, pesquisas nesse campo podem ter implicações na compreensão de doenças neurológicas em humanos, uma vez que o campo magnético tem sido associado a alterações no funcionamento cerebral.

## Magnetismo terrestre
A Terra possui um campo magnético gerado pelo movimento do seu núcleo líquido de ferro e níquel em seu interior. Esse campo magnético estende-se desde o núcleo até a superfície, envolvendo todo o planeta. A intensidade e a direção do campo magnético variam de acordo com a localização geográfica. Essa característica fundamental da Terra tornou-se uma fonte de orientação para muitos animais. Diversas espécies animais, incluindo aves migratórias, tartarugas marinhas, baleias, abelhas, formigas e até mesmo algumas espécies de peixes, possuem a habilidade de se orientar utilizando o campo magnético da Terra. Esses animais têm a capacidade de perceber as variações no campo magnético e utilizá-las como uma bússola para se direcionar em suas migrações e viagens.

## História
Os biólogos há muito se perguntam se os animais migratórios, como pássaros e tartarugas marinhas, possuem uma bússola magnética embutida, permitindo que eles naveguem usando o campo magnético da Terra. Até o final do século XX, a evidência disso era essencialmente apenas comportamental: muitos experimentos demonstraram que os animais podiam de fato obter informações do campo magnético ao seu redor, mas não davam nenhuma indicação do mecanismo. Em 1972, Roswitha e Wolfgang Wiltschko mostraram que as aves migratórias respondiam à direção e inclinação (mergulho) do campo magnético. Em 1977, M. M. Walker e colegas identificaram magnetorreceptores à base de ferro (magnetita) nos focinhos da truta arco-íris. Em 2003, G. Fleissner e colegas encontraram receptores baseados em ferro nos bicos superiores de pombos-correio, ambos aparentemente conectados ao nervo trigêmeo do animal. A pesquisa tomou uma direção diferente em 2000, no entanto, quando Thorsten Ritz e colegas sugeriram que uma proteína fotorreceptora no olho, o criptocromo, era um magnetorreceptor, trabalhando em escala molecular por emaranhamento quântico.

## Perguntas não respondidas
É provável que dois ou mais mecanismos complementares desempenhem um papel na detecção de campos magnéticos em animais. É claro que essa potencial teoria do mecanismo duplo levanta questões sobre até que ponto cada método é responsável pelo estímulo e como eles produzem um sinal em resposta ao fraco campo magnético da Terra.
Além disso, é possível que os sentidos magnéticos sejam diferentes para diferentes espécies. Algumas espécies podem apenas detectar o norte e o sul, enquanto outras podem apenas diferenciar entre o equador e os polos. Embora a capacidade de sentir a direção seja importante na navegação migratória, muitos animais têm a capacidade de sentir pequenas flutuações no campo magnético da Terra para mapear sua posição em poucos quilômetros.

## Mecanismos de detecção magnética
Ainda não se compreende completamente como os animais conseguem detectar o campo magnético da Terra. No entanto, existem várias teorias que buscam explicar esse fenômeno. Uma das teorias sugere que os animais possuem células especializadas, chamadas células magnetoceptoras, que contêm pequenas partículas magnéticas, como magnetita, que respondem às mudanças no campo magnético. Essas células estão conectadas aos sistemas nervosos dos animais, permitindo que eles percebam e interpretem as informações magnéticas.
Outra teoria propõe que os animais podem utilizar reações químicas sensíveis ao campo magnético para detectar sua direção. Essas reações ocorreriam dentro dos olhos ou do nariz dos animais, onde os pigmentos sensíveis ao campo magnético seriam ativados. Esses mecanismos de detecção ainda estão sendo investigados e são objeto de pesquisa contínua.